# Erhardt 50 mm
Il cannone Erhardt consisteva in un blindato tedesco leggero ruotato, armato di un cannone da 50mm elevabile per la lotta contraerea. Era pensato per un ruolo di lotta contro i palloni da osservazione. Esso era sistemato dentro una postazione, non una vera torretta brandeggiabile ma si può considerare come il primo autocannone.